# Royal Moto
 (septembre 2018).

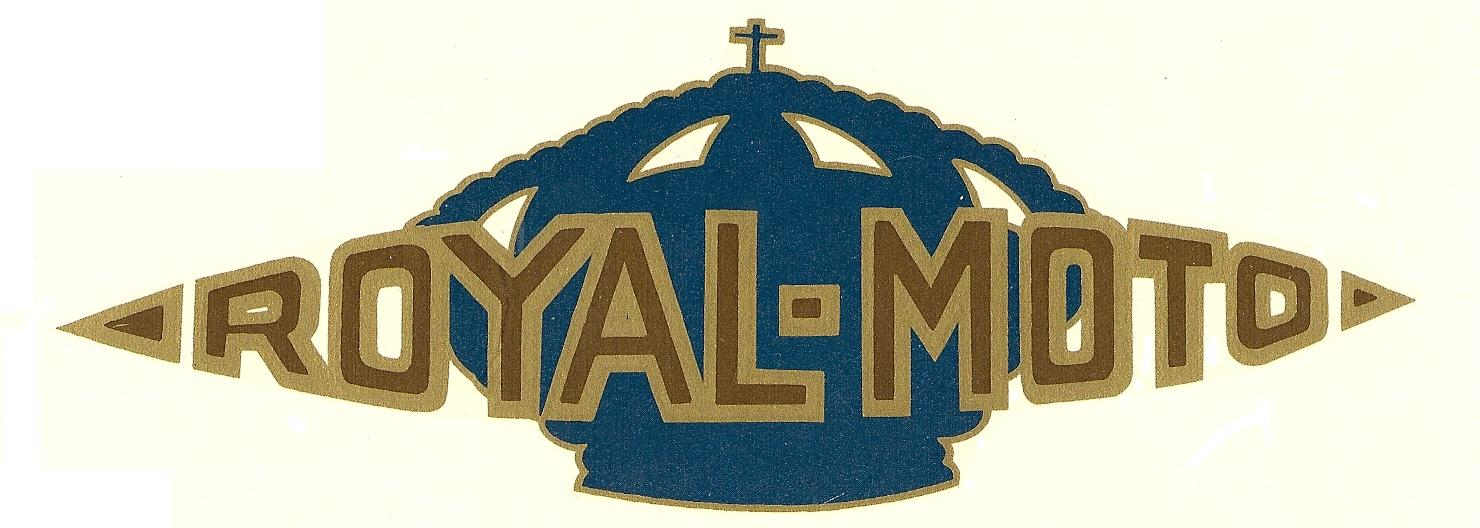
Décalcomanie Royal Moto.

Royal Moto est une marque historique de motocyclettes créée le 2 décembre 1925 à Saint-Étienne (France) par Joseph Massardier.

## Fondation par l'entreprise Massardier

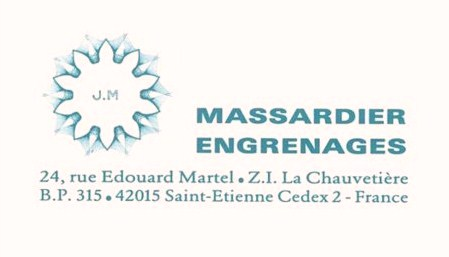
Carte de visite Massardier Engrenages (1990).

Créée en 1910 par Joseph Massardier (né le 28 décembre 1885 à Saint-Étienne), l'entreprise Massardier Engrenages repose sur des valeurs de fabrication traditionnelle orientée essentiellement vers la fabrication de pièces mécaniques haut de gamme. Spécialiste de la fabrication d'arbres à cames, d'engrenages de distribution, de boites de vitesses pour moteurs de motos, d'automobiles et moteurs industriels, elle compte parmi ses clients des marques comme Amilcar, De Dion-Bouton et Peugeot.
À ses débuts au 141 rue Saint-Roch à Saint-Étienne, l'entreprise compte quinze ouvriers. Le 24 août 1911, son créateur (Joseph Massardier) dépose un brevet de jante démontable (no FR433 723).
En 1913, l'entreprise déménage rue de Rochetaillée à Saint-Étienne et compte désormais cinquante ouvriers.
En 1920, les ateliers sont transférés 12 rue Dupuytren (Saint-Étienne). L'entreprise se lance dans la fabrication de marteaux perforateurs (Le Mineur) adoptés par la quasi-totalité des sociétés minières de l'époque.
Le 1er septembre 1920, Joseph Massardier dépose un nouveau brevet (no FR523 487) pour la création d'un dispositif de réduction des poussières sur les marteaux perforateurs.
En 1922, l'entreprise se lance dans la fabrication de motocyclettes, avec la création d'un moteur de 125 cm3. La marque de motocyclette Ravat en équipera son premier modèle.
Le 16 mars 1925, Joseph Massardier dépose un brevet (no FR595 168) concernant le perfectionnement du changement de vitesses sur les motocycles et véhicules à moteur et crée la marque Royal Moto.
Le 17 octobre 1940, un brevet décrivant l'invention d'un robinet doseur à gaz pour moteur à explosion est déposé.
L'entreprise restera familiale jusqu'à l'aube de l'an 2000.
Du début des années 1960 et pendant trente-cinq ans, la direction de l'entreprise est confiée à Mlle C. Massardier. À la suite de l'arrêt de la marque Royal Moto en 1930, l'entreprise œuvre pour moitié dans le secteur de l'activité ferroviaire (TGV) ; l'industrie minière, l'automobile et les moteurs diesel de marine représentant l'autre moitié de l'activité.
L'entreprise existe sous le nom de Rémy Barrère jusqu'en juin 2018 quand la nouvelle direction décide de changer son nom en CMW et de délocaliser l'activité sur Corbas (Grand Lyon).

## Marque Royal Moto
Après la fabrication du moteur Massardier 125 cm3 pour motocyclettes, qui anima entre autres le premier véhicule motorisé de la marque Ravat en 1923 et 1924, Joseph Massardier ouvre une succursale pour le montage des motos Royal Moto, la vente des pièces détachées et l'expédition, au 21 route de Firminy à Saint-Étienne (devenue rue Gabriel-Féri en 1944).
Fort du succès du bloc-moteur 125 cm3, Royal Moto va décliner plusieurs modèles de cylindrées différentes, s'illustrant dans des courses prestigieuses telles que le Bol d'or.

### Modèles
En 1926 sort la 175 modèle BM (pour bloc-moteur Massardier), dotée d'un bloc-moteur avec deux rapports (brevet no FR595 168) et très rapidement la même année, la 175 modèle P (populaire), monovitesse équipée d'un kick-starter.
En 1927, sortie du modèle 175 P à deux vitesses.
En 1928, la gamme est déclinée à travers six modèles phares : la 175 P, 175 CC, 175 CC sport, 175 BM, 250 T et la 350 GT.

### Palmarès

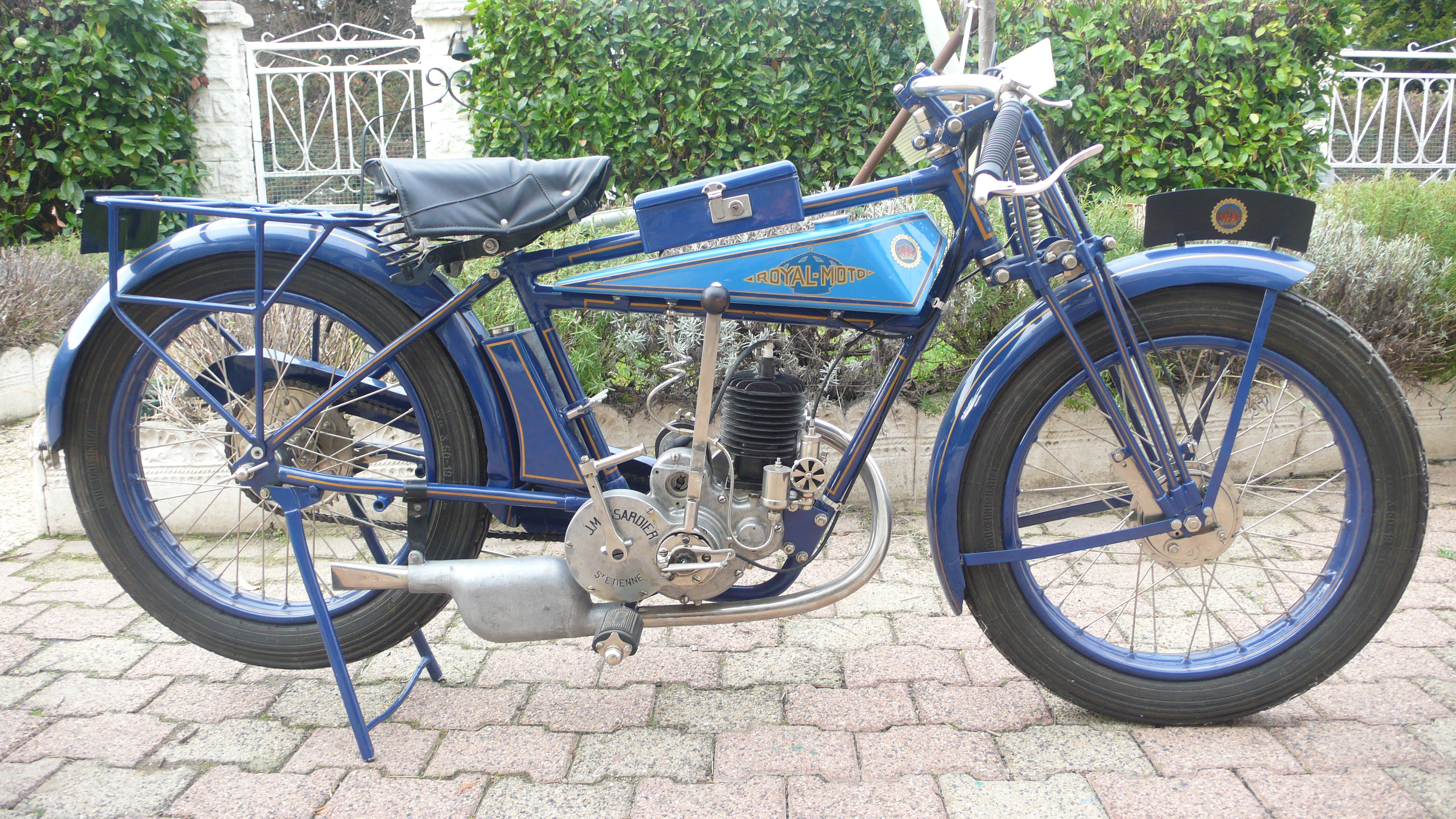
Royal Moto 175 BM.

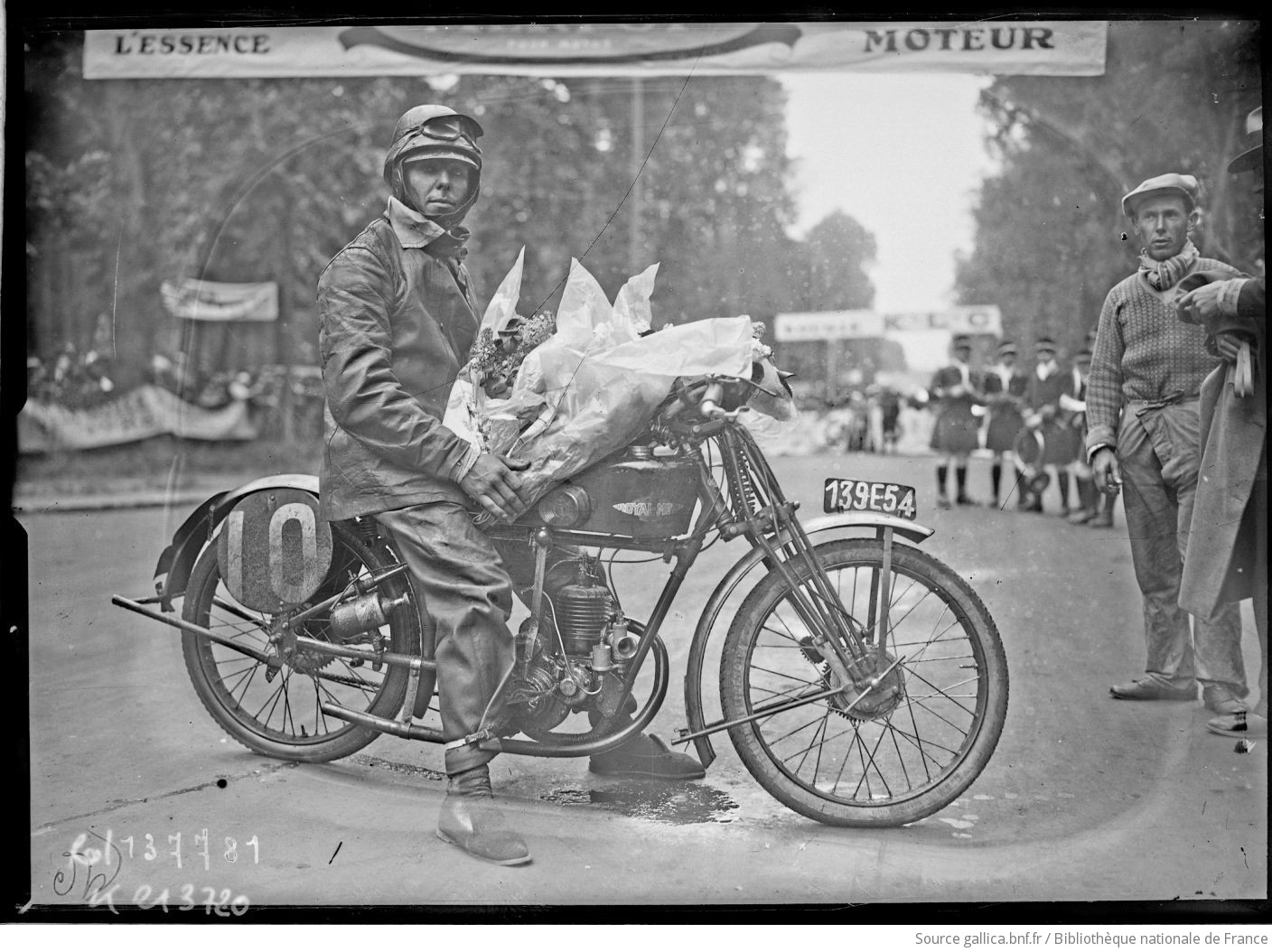
19 mai 1929 : Bruno Mariani remporte le Bol d'or à Saint-Germain sur Royal Moto 175 cm3.

Après s'être démarquée au concours d'endurance de l'UMI le 25 avril 1926, Royal Moto se distingue par une médaille d'or le 13 mai 1926 au circuit de l'Ain.
La même année, la marque remporte une cinquième place au Bol d'or 1926 après une brillante performance.
Royal Moto remporte également deux médailles d'or pendant la compétition d'endurance les « Trois jours du Forez ».
En 1929, la Royal Moto 175 cm3 remporte le Bol d'or à Saint-Germain-en-Laye dans sa catégorie au guidon de Bruno Mariani. Le pilote accomplit l'exploit en parcourant 322 tours, soit 1 345,960 km à une vitesse moyenne de 56,080 km/h,.